# Dzibanché
Dzibanché (kiejtése körülbelül: zibancse, az utolsó szótagon levő hangsúllyal) maja régészeti lelőhely Délkelet-Mexikóban, Quintana Roo államban. Eredeti neve nem ismert, a mai, maja nyelvű nevet Thomas Gann régész adta neki 1927-es látogatásakor. Jelentése: fába vésett felirat, és azokra a faragott, fából készült szemöldökgerendákra utal, amelyeket a 6-os számú épületben találtak. Ezek ma nem láthatók a helyszínen, mert az állagmegóvás érdekében elszállították őket.

## Leírás
Az egykori település romjai a Yucatán-félsziget keleti részén, a mai Quintana Roo állam déli felén találhatóak körülbelül 40 km²-es területen elszóródva. A környéken összesen négy nagy, sacbékel összeközött épületcsoport található, a szűken vett Dzibanché ezek közül csak az egyik, a másik három neve Lamay, Tutil és Kinichná.
Az első emberek a késői preklasszikus korban, i. e. 300 körül telepedtek le itt, majd a lakosságszám i. sz. 400 és 700 között érte el csúcspontját. A település egészen a késői posztklasszikus korig, 1500 tájáig lakott volt. A régebbi épületek stílusa peténi jegyeket mutat, de a klasszikus kor közepe táján, 600 körül egy sajátos, a területen a korai klasszikus kor óta jelen levő Kaan dinasztiához köthető helyi stílus alakult ki, amelynek jellemzői például a párban álló pilaszterekkel díszített homlokzatú templomok, a kettős kialakítású, magas boltozatok, amelyek tartói keskeny galériáik szélén helyezkednek el, valamint a talud-tablero alkalmazása. Az úgynevezett Foglyok Templomában talált hieroglifikus feliratok és a sírkamrákban feltárt gazdag felajánlások arra engednek következtetni, hogy Dzibanché számos más település meghódításában részt vett.
Legfontosabb terei a központi Xibalbá és a Gann, amelyek körül több templom is elhelyezkedik. Utóbbi körül ilyen például a feltűnően magas 2-es templom (más néven Kárókatonák Temploma), amelynek tetején egykor bőségesen díszített pártázat állt, és amelynek piramisos alapzatának belsejében három boltozott szobát találtak, közülük az egyikben egy magas rangú személy földi maradványaival és több tárgyi lelettel. A 13-as Épület, más néven Foglyok Temploma lépcsőzetébe egy másik építményből kibontott faragott kőtömböket építettek be, amelyek foglyul ejtett embereket ábrázolnak, és amelyeken hieroglifikus feliratok is találhatók, többek között személynevek és egy Dzibanché és Calakmul közötti háborús konfliktusról szóló írás. A 16-os Épület, más néven Tukánok Temploma az előzőhöz hasonlóan több korszakon át épült. A Xibalbá tér fő épülete az 1-es Templom, más néven Bagolytemplom, amelynek belsejében egy lépcsőre bukkantak. Ez egy belső kamrába vezet, ahol egy magas rangú nő holttestét helyezték el, mellette pedig több értékes tárgyat leltek: egy baglyot ábrázoló kerámiát, egy majmot ábrázoló alabástromtárgyat és egy jáde- és piritberakásos kagylóhéjat, amely egy trónon ülő személyt ábrázol. A tér mellett emelkedik még két palota, az úgynevezett Északi és Déli Palota, mindkettőnek 9 falnyílása van, lehetséges, hogy a túlvilág maja hit szerinti 9 szintjére utalva. A viszonylag elszigetelten álló 6-os Templom alapzatán a teotihuacanihoz hasonló, bár más arányú talud-tablero stílus figyelhető meg, a fenti templomban pedig egy, a mi időszámításunk szerinti 554-es évnek megfelelő évszámot tartalmazó, fából készült szemöldökgerendát találtak.

## Képek

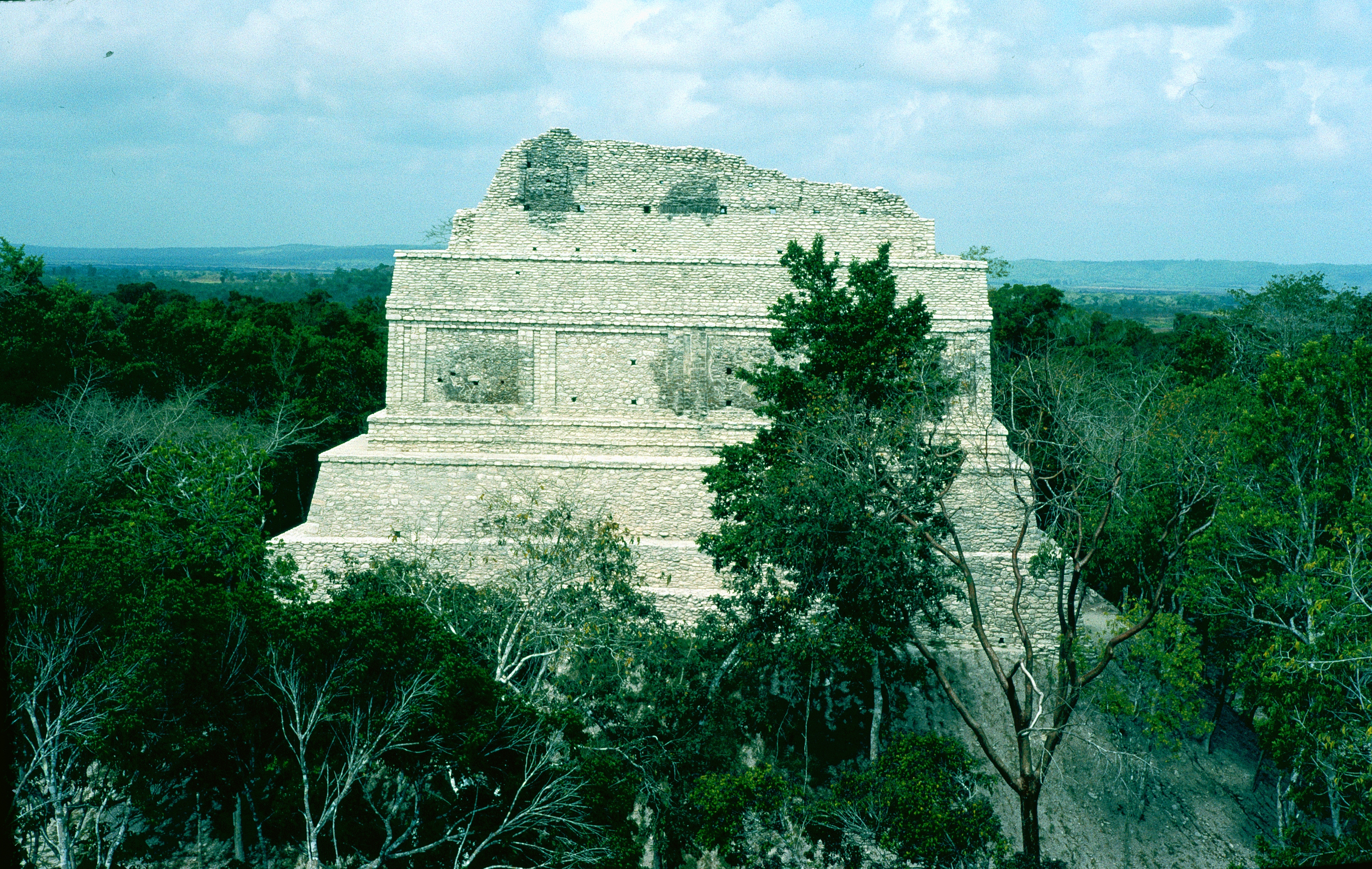
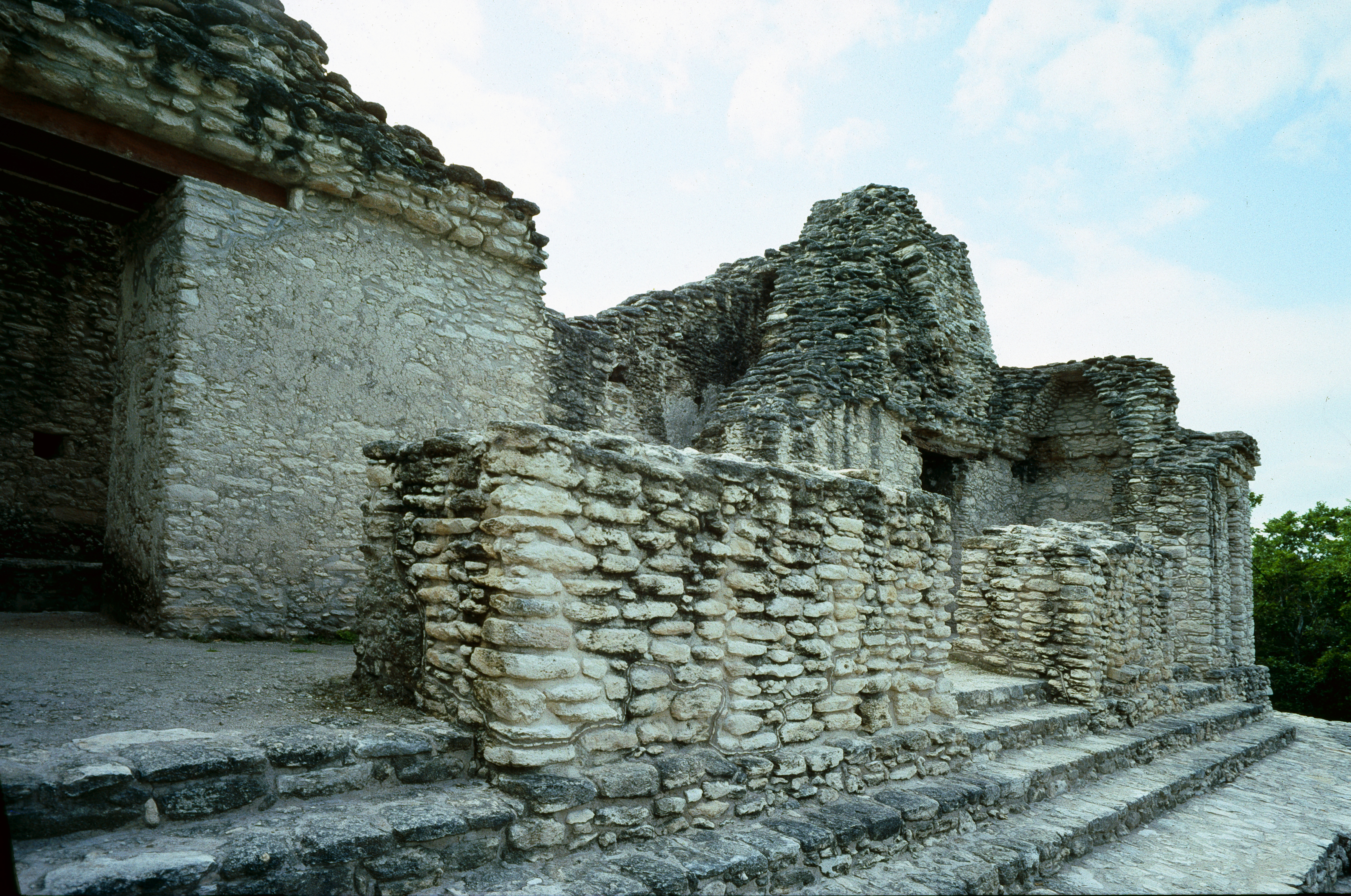
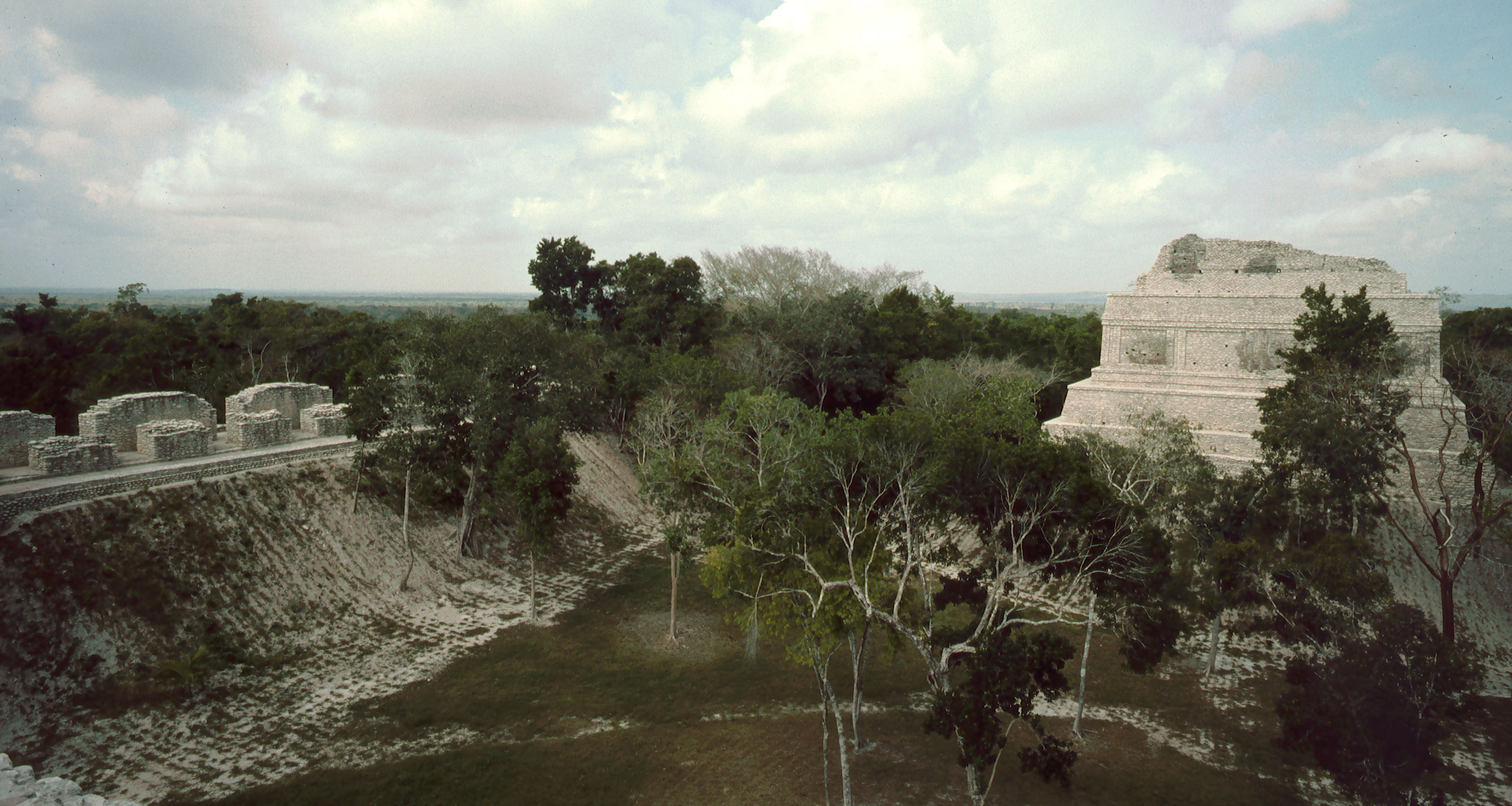
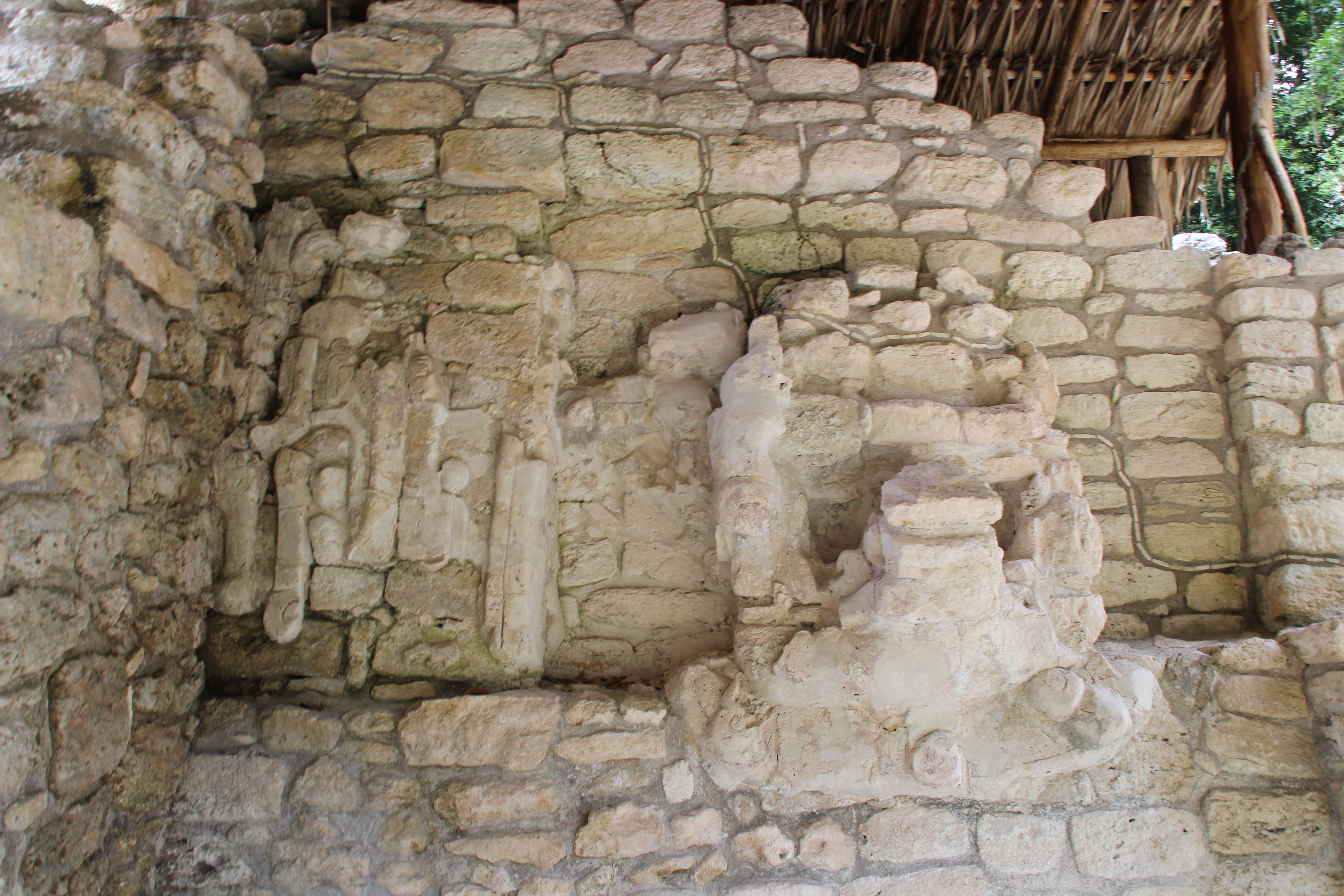